# 2020-as magyar asztalitenisz-bajnokság
A 2020-as magyar asztalitenisz-bajnokság a százharmadik magyar bajnokság volt. A bajnokságot február 28. és 29. között rendezték meg Kecskeméten.

## Eredmények
| Versenyszám  | Arany                                                   | Arany | Ezüst                                                                    | Ezüst | Bronz | Bronz |
| ------------ | ------------------------------------------------------- | ----- | ------------------------------------------------------------------------ | ----- | --- | ----- |
| Férfi egyéni | Szudi Ádám SPG Wels                                     |       | Kriston Dániel Celldömölki VSE                                           |       | Ecseki Nándor TTC Ober-Erlenbach Lakatos Tamás Amiens STT                                                                                      |       |
| Női egyéni   | Madarász Dóra CP Lys-lez-Lannoy                         |       | Peterman-Varga Tímea Budapesti Erdért SE                                 |       | Bálint Bernadett TuS Uentrop Imre Leila Budapesti Erdért SE                                                                                    |       |
| Férfi páros  | Ecseki Nándor, Szudi Ádám TTC Ober-Erlenbach , SPG Wels |       | András Csaba, Both Olivér TTC RS Fulda-Maberzell , 1. FSV Mainz 05       |       | Lakatos Tamás, Szita Márton Amiens STT , Celldömölki VSEKatus Krisztián, Kriston Dániel Komló Sport, Celldömölki VSE                           |       |
| Női páros    | Ambrus Krisztina, Tóth Kata Budapesti Erdért SE         |       | Pergel Szandra, Madarász Dóra Budaörsi SC, CP Lys-lez-Lannoy             |       | Imre Leila, Peterman-Varga Tímea Budapesti Erdért SEBalogh Ágnes, Molnár Kendra Békési TE, Statisztika Petőfi SC                               |       |
| Vegyes páros | Szudi Ádám, Pergel Szandra SPG Wels , Budaörsi SC       |       | Fazekas Péter, Peterman-Varga Tímea Celldömölki VSE, Budapesti Erdért SE |       | Molnár Krisztián, Molnár Kendra BVSC-Zugló, Statisztika Petőfi SCVajda Viktor, Szvitacs Alexa Sportcsarnok SE Mezőberény, Kecskeméti Spartacus |       |